# Gordon Dailley
Temple de la renommée britannique : 1993
Gordon Debenham « Don » Dailley (né le 24 juillet 1911 à Winnipeg, mot le 3 mai 1989 à Cambridge (Ontario))  est un joueur britannique de hockey sur glace.

## Carrière
Dailley naît de parents anglais. Il étudie à l'université du Manitoba avant de déménager en Angleterre en 1933 pour étudier à la The Harvey Grammar School pendant quatre ans. Dailley paie sa traversée de l'océan Atlantique en travaillant sur un bateau à bestiaux.
À son arrivée en Angleterre, Dailley rejoint les Grosvenor House Canadians, équipe qui vient de se former pour la saison 1933-1934, jouant en défenseur, et remporte l'English league à la fin. Dailley joue plus tard pour les Wembley Lions et est capitaine des Wembley Monarchs de 1937 jusqu'au déclenchement de la Seconde Guerre mondiale.
Il a sa première sélection dans l'équipe de Grande-Bretagne aux championnats du monde et d'Europe en 1935 (médaille d'argent européenne et médaille de bronze mondiale).
Dailley est membre de l'équipe de Grande-Bretagne qui remporte la médaille d'or aux Jeux olympiques d'hiver de 1936 à Garmisch-Partenkirchen. L'équipe est principalement composée de citoyens canadiens d'origine britannique, tels que Dailley, dont la seule justification pour jouer pour la Grande-Bretagne est sa longue résidence en Angleterre. Deux joueurs, dont James Foster, n'ont pas reçu les papiers nécessaires pour leur permettre de jouer pour la Grande-Bretagne. Le Comité olympique canadien lance une réclamation formelle, mais celle-ci est rejetée.
Dailley continue à jouer pour l'équipe nationale britannique et est nommé capitaine après la blessure de Carl Erhardt en 1937. Il mène l'équipe lors des championnats d'Europe et du monde en 1937 (médaille d'or européenne et médaille d'argent mondiale) et 1938 (médaille d'or européenne et médaille d'argent mondiale), après quoi il quitte le hockey pour rejoindre l'armée canadienne.
Gordon Dailley a presque perdu l'usage d'un œil sur un coup de crosse accidentel, les médecins ont finalement pu sauver 40% de la vue de son œil blessé.
Il est intronisé à titre posthume au Temple de la renommée du hockey britannique en 1993.

## Militaire
Dailley sert en Angleterre pendant la Seconde Guerre mondiale. Après la guerre, il reste dans les Forces armées canadiennes, occupant divers postes à Ottawa. Il participe à la force de maintien de la paix des Nations unies en Corée et est promu colonel en 1955. Il est l'attaché militaire du Canada à Belgrade, en Yougoslavie, de 1955 à 1960, après quoi il devient le commandant de la base à la camp Gagetown, au Nouveau-Brunswick. Il prend sa retraite de l'armée en 1964.
Après sa retraite, il formule des plans pour l'African Lion Safari, la première parc safari canadien. Il est également impliqué dans l'Association des Nations Unies, Oxfam International, l'Orchestre symphonique du Nouveau-Brunswick et l'Association canadienne des parcs zoologiques et des aquariums.